# Лютер Бліссет
Лютер Лойд Бліссет (англ. Luther Loide Blissett; нар. 1 лютого 1958, Фалмут, Ямайка) — англійський футболіст, що грав на позиції нападника. Кращий бомбардир першого дивізіону у сезоні 1982/83.

## «Вотфорд»
Свій шлях у професіональному футболі розпочав гравцем «Вотфорда» у сезоні 1975/76. У той час президентом команди був всесвітньо відомий співак Елтон Джон, який у 1977 році запросив до «Вотфорда» молодого наставника Грема Тейлора. При новому тренері Лютер Бліссет став повноцінним гравцем основного складу і беспосереднім учасником феєричного підйому з четвертого дивізіону в перший.
Дебютний сезон в елітній англійській лізі став кращим в історії клуба. Чемпіонат «Вотфорд» завершив на другому місці, випередивши «Манчестер Юнайтед», «Тоттенгем Готспур» і «Ноттінгем Форест». Бліссет забив 27 м'ячів і переміг у суперечці найкращих форвардів ліги (у Іана Раша з «Ліверпуля» — 24 голи). Його особою зацікавився італійський «Мілан» і влітку 1983 року, за 1 000 000 фунтів стерленгів, переїхав на Апенніни. 

## «Мілан»
1981 року італійська федерація дозволила клубам запрошувати іноземців. Тоді ж, до «Мілана» з «Манчестер Юнайтеда» прийшов шотландський форвард Джо Джордан. Через два роки клубам було дозволено виступати з двома легіонерами, і до «россонері» прийшли бельгієць Ерік Геретс і уродженець Ямайки Лютер Бліссет.
Англійський нападник у новій команді дебютував у кубковому матчі проти «Ареццо» 21 серпня, а перший поєдинок у Серії «А» завершився поразкою від «Авелліно». На поле виходив у всіх офіційних матчах сезону (30 — у чемпіонаті і 9 — у кубку). У ворота суперників забив шість голів («Вероні», «Лаціо», «Удінезе», «Торіно», «Пізі» і «Віченці» у кубку). Керівництво клубу сподівалося на більшу результативність британського легіонера, а він не бажав грати в суто захисний футбол. Також він не зміг адаптуватися у новій країні на побутовому рівні і по завершенні сезону повернувся до Британії.
Існує думка, що італійські селекціонери мали на меті запросити до свого клубу Джона Барнса, але на місці сплутали його з Лютером Бліссетом. Навряд вона відповідає дійсності: Бліссет на той час був кращим бомбардиром чемпіонату і постійно залучався до національної збірної, а Барнс зробив собі ім'я у другій половині 80-х, коли захищав кольори «Ліверпуля». 
За словами Лютера Бліссета, в тому сезоні Мілан грав в дуже закритий футбол, головна ціль команди була не пропустити та не програти. На тренуваннях та під час ігор основна концепція була втримати м'яч, дати пас партнеру, а не загострення та атака. Незважаючи на 9 забитих голів у 4 товариських іграх перед початком сезону, оборонна стратегія Мілану не дозволила форварду проявити себе, стиль гри та тренування не подобалися Бліссету.  

## Повернення
За 550 000 повернувся до «Вотфорда» і в сезоні 1984/85 увійшов до п'ятірки найрезультативніших гравців ліги: Керрі Діксон («Челсі»), Гарі Лінекер («Лестер Сіті») — по 24, Марк Фалко («Тоттенгем») — 22, Грем Шарп («Евертон») і Лютер Бліссет — по 21 голу. В наступних сезонах його результативність значно знизилась, а результати команди погіршувалися. 1987 року «Вотфорд» покинули Елтон Джон, Грем Тейлор та Джон Барнс і, як наслідок, клуб вилетів до другого дивізіону. Восени 1988 року перейшов до «Борнмута», де протягом трьох сезонів показував досить результативну гру.
Потім було повернення на сезон до «Вотфорда» і нетривалі спроби закріпитися в основі «Вест-Бромвіч Альбіона», «Бері» та «Менсфілд Тауна». Трохи пограв за північноірландський «Деррі Сіті», який бере участь у змаганнях сусідньої Ірландії і завершення кар'єри у «Саутпорті» з Конфедерації (1994 рік; 5 матчів і 2 голи).
Всього, за дев'ятнадціть сезонів, провів 588 лігових матчів (214 голів). Найкращий бомбардир «Вотфорда» у першому дивізіоні — 70 забитих м'ячів.

## Виступи за збірні
За національну збірну дебютував 13 жовтня 1982 року. На «Вемблі» англійці поступилися команді Західної Німеччини з рахунком 1:2 (Тоні Вудкок — Румменігге, двічі). В наступному матчі відзначився хет-триком у ворота збірної Люксембурга (9:0). 
Переможець 88-го чемпіонату Великої Британії. Учасник 89-го чемпіонату Великої Британії і кваліфікації на Євро-1984. Всього за збірну Англії провів 14 матчів.
1979 року, у складі молодіжної збірної зіграв у 4 офіційних матчах. 

## Подальше життя
1996 року до керівництва «Вотфорда» повернувся Грем Тейлор, який запросив його до свого штабу. 2001 року менеждером клубу було призначено Джанлуку Віаллі, який звільнив помічників Тейлора — Лютера Бліссета і Кенні Джекетта. На посаді головного тренера працював у «Йорк Сіті» і «Чешем Юнайтед».
Працював оглядачем Серії «А» на телеканалах «Channel 4» і «Bravo». Бере участь в різноманітних благодійних заходах, в тому числі змаганнях з мотоспортуу в рамках збору коштів до фонду Боббі Мура на боротьбу з раком.
З 2022 року є одним з організатором балгодійної організації Sunflower у Вотфорді для допомоги переселенцям з України.

## Цікаві факти
1994 року у Болоньї група радикально налаштованих інтелектуалів заснували проект «Лютер Бліссет». У грудні 1999 року «Лютер Бліссет» відзначив своє п'ятиріччя символічним харакірі, яке здійснили всі ветерани проекту.
2000 року був надрукований роман групи «Лютера Бліссета» «Q». Вважається, що під цим псевдонімом писали четверо членів проекту — Роберто Буї, Джованні Каттабріга, Федеріко Гульєльмі і Лука Ді Мео. Книга розпочинається 31 жовтня 1517 року. За однією з легенд, саме в цей день Мартін Лютер прибив таблицю зі своїми тезами до дверей Замкової церкви Віттенбергу.
За словами Лютера Бліссета, він не має ніякого відношення до написання цього роману та ніколи не був знайомий з авторами. Цей псевдонім взяла група авторів, оскільки він був одним з перших темношкірих іноземних легіонерів у Італії. Лютер купив примірник, спробував почитати, але так книгу не зрозумів та закинув.
У 2023 році за свої заслуги отримав Орден Британської імперії.

## Статистика
Статистика виступів у чемпіонатах Англії, Італії і Ірландії:
| Команда           | Д-1  | Д-1  | Д-2  | Д-2  | Д-3  | Д-3  | Д-4  | Д-4  | Всього | Всього |
| Команда           | Ігри | Голи | Ігри | Голи | Ігри | Голи | Ігри | Голи | Ігри   | Голи   |
| ----------------- | ---- | ---- | ---- | ---- | ---- | ---- | ---- | ---- | ------ | ------ |
| «Вотфорд»         | 165  | 70   | 169  | 51   | 41   | 21   | 40   | 7    | 415    | 149    |
| «Мілан»           | 30   | 5    | —    | —    | —    | —    | —    | —    | 30     | 5      |
| «Борнмут»         | —    | —    | 76   | 37   | 45   | 19   | —    | —    | 121    | 56     |
| «Вест-Бромвіч»    | —    | —    | —    | —    | 3    | 1    | —    | —    | 3      | 1      |
| «Бері»            | —    | —    | —    | —    | —    | —    | 10   | 1    | 10     | 1      |
| «Менсфілд Таун»   | —    | —    | —    | —    | —    | —    | 5    | 1    | 5      | 1      |
| «Деррі Сіті»      | 4    | 1    | —    | —    | —    | —    | —    | —    | 4      | 1      |
| Всього за кар'єру | 199  | 76   | 245  | 88   | 89   | 41   | 55   | 9    | 588    | 214    |

Статистика виступів у збірній Англії:
| №  | Дата       | Місто    | Господарі         | Рахунок | Гості      | Голи | Турнір                  |
| -- | ---------- | -------- | ----------------- | ------- | ---------- | ---- | ----------------------- |
| 1  | 13.10.1982 | Лондон   | Англія            | 1:2     | ФРН        |      | Товариський матч        |
| 2  | 15.12.1982 | Лондон   | Англія            | 9:0     | Люксембург | 3    | Відбір на Євро-1984     |
| 3  | 23.02.1983 | Лондон   | Англія            | 2:1     | Уельс      |      | 88-й чемпіонат Британії |
| 4  | 30.03.1983 | Лондон   | Англія            | 0:0     | Греція     |      | Відбір на Євро-1984     |
| 5  | 27.04.1983 | Лондон   | Англія            | 2:0     | Угорщина   |      | Відбір на Євро-1984     |
| 6  | 28.05.1983 | Белфаст  | Північна Ірландія | 0:0     | Англія     |      | 88-й чемпіонат Британії |
| 7  | 01.06.1983 | Лондон   | Англія            | 2:0     | Шотландія  |      | 88-й чемпіонат Британії |
| 8  | 12.06.1983 | Сідней   | Австралія         | 0:0     | Англія     |      | Товариський матч        |
| 9  | 19.06.1983 | Мельбурн | Австралія         | 1:1     | Англія     |      | Товариський матч        |
| 10 | 21.09.1983 | Лондон   | Англія            | 0:1     | Данія      |      | Відбір на Євро-1984     |
| 11 | 12.10.1983 | Будапешт | Угорщина          | 0:3     | Англія     |      | Відбір на Євро-1984     |
| 12 | 02.05.1984 | Рексхем  | Уельс             | 1:0     | Англія     |      | 89-й чемпіонат Британії |
| 13 | 26.05.1984 | Глазго   | Шотландія         | 1:1     | Англія     |      | 89-й чемпіонат Британії |
| 14 | 02.06.1984 | Лондон   | Англія            | 0:2     | СРСР       |      | Товариський матч        |